# 18441 Cittadivinci
18441 Cittadivinci este o planetă minoră (asteroid), cu un diametru de 5,957 km, din centura de asteroizi. A fost descoperită pe 5 august 1994 la San Marcello de Andrea Boattini⁠(d). 
Obiectul prezintă o orbită caracterizată de o semiaxă mare de 3,0888615 UAi, o excentricitate de 0,09, o înclinație de 10,0811 ° în raport cu ecliptica.